# Experimento de Bedford Level

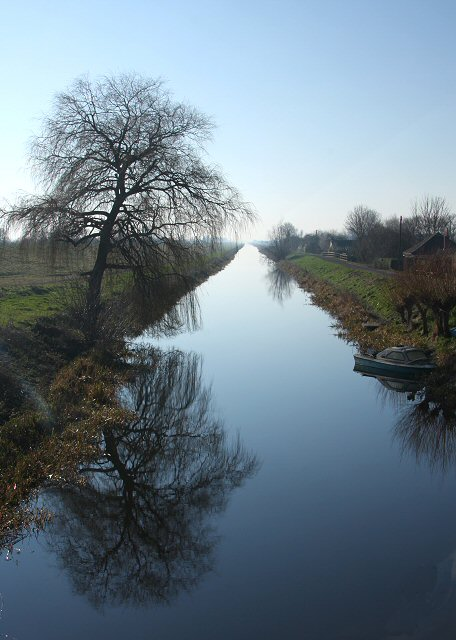
El río Old Bedford, fotografiado desde el puente de Welney, Norfolk (2008); la cámara mira río abajo, al suroeste del puente.

El experimento de Bedford Level es una serie de observaciones realizadas a lo largo de un tramo de 6 millas (9,7 km) de longitud del río Old Bedford (situado en Cambridgeshire Fens, en el Reino Unido) durante el siglo XIX y principios del XX, para medir la curvatura de la Tierra. Samuel Birley Rowbotham, quien realizó las primeras observaciones a partir de 1838, afirmó que había demostrado que la Tierra era plana. Sin embargo, en 1870, después de ajustar el método de Rowbotham para evitar los efectos de la refracción atmosférica, Alfred Russel Wallace encontró que sus resultados eran consistentes con una Tierra esférica.

## Llanura de Bedford
En la zona elegida para todos los experimentos, el río es un canal de drenaje de flujo lento que corre en línea recta ininterrumpida durante 6 millas (10 km) y se extiende al noreste del pueblo de Welney. Esto lo convierte en un lugar ideal para medir directamente la curvatura de la Tierra, como escribió Rowbotham en Zetetic Astronomy:

If the earth is a globe, and is 25,000 English statute miles in circumference, the surface of all standing water must have a certain degree of convexity—every part must be an arc of a circle. From the summit of any such arc there will exist a curvature or declination of 8 inches in the first statute mile. In the second mile the fall will be 32 inches; in the third mile, 72 inches, or 6 feet, as shown in the following diagram:

...[A]fter the first few miles the curvature would be so great that no difficulty could exist in detecting either its actual existence or its proportion... In the county of Cambridge there is an artificial river or canal, called the "Old Bedford". It is upwards of twenty miles in length, and ... passes in a straight line through that part of the Fens called the "Bedford Level". The water is nearly stationary—often completely so, and throughout its entire length has no interruption from locks or water-gates of any kind; so that it is, in every respect, well adapted for ascertaining whether any or what amount of convexity really exists.
Si la tierra es un globo y tiene 25 000 millas terrestres inglesas de circunferencia, la superficie de toda el agua estancada debe tener un cierto grado de convexidad: cada parte debe ser un arco de círculo. Desde la cumbre de cualquiera de tales arcos existirá una curvatura o declinación de 8 pulgadas en la primera milla terrestre. En la segunda milla la caída será de 32 pulgadas; en la tercera milla, 72 pulgadas o 6 pies, como se muestra en el siguiente diagrama:

... [D]espués de las primeras millas, la curvatura sería tan grande que no podría existir dificultad para detectar su existencia real o su proporción ... En el condado de Cambridge hay un río o canal artificial, llamado "Viejo Bedford". Tiene más de veinte millas de largo y ... pasa en línea recta a través de esa parte de los pantanos llamada "Bedford Level". El agua está casi estancada, a menudo por completo, y en toda su longitud no tiene interrupción de esclusas o compuertas de ningún tipo; de modo que, en todos los aspectos, está bien adaptado para determinar si realmente existe alguna o qué cantidad de convexidad.

## Experimentos

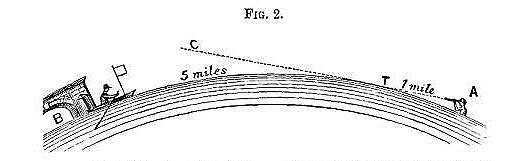
Diagrama del experimento de Samuel Birley Rowbotham en Bedford Level de su libro Earth Not a Globe.

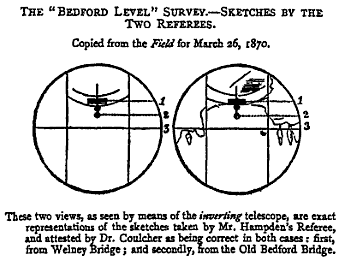
La vista a través del nivel utilizado por Alfred Russel Wallace en el experimento Bedford Level. Este diagrama se imprimió en The Field, una revista deportiva y donde se reprodujo la autobiografía de Wallace.

El primer experimento en este sitio fue realizado por Rowbotham en el verano de 1838. Se introdujo en el río y usó un telescopio situado a 8 pulgadas (20,3 cm) sobre el nivel del agua para observar una barca, con una bandera en un mástil situada 3 pies (0,9 m) por encima del agua, que se alejaba a remo lentamente de él. Informó que la embarcación permaneció constantemente a la vista durante las 6 millas (9,7 km) que recorrió hasta el puente Welney, mientras que si la superficie del agua se hubiera curvado con la circunferencia aceptada de una Tierra esférica, la parte superior del mástil debería haber quedado unos 11 pies (3,4 m) por debajo de su línea de visión. Publicó esta observación usando el seudónimo de Parallax en 1849 y posteriormente la amplió en el libro Earth Not a Globe publicado en 1865.
Rowbotham repitió sus experimentos varias veces a lo largo de los años, pero sus afirmaciones recibieron poca atención hasta que, en 1870, uno de sus partidarios llamado John Hampden lanzó una apuesta consistente en que podía demostrar, repitiendo el experimento de Rowbotham, que la Tierra era plana. El naturalista y agrimensor calificado Alfred Russel Wallace aceptó la apuesta. Wallace, en virtud de su formación como topógrafo y sus conocimientos de física, evitó los errores de los experimentos anteriores y ganó la apuesta. Los pasos cruciales fueron:
1. Establecer una línea de visión situada 13 pies (4 m) por encima del nivel del agua para reducir los efectos de la Refracción atmosférica.
2. Añadir un poste de referencia intermedio que podría usarse para apreciar el "desplazamiento" causado por la curvatura de la Tierra entre los dos puntos extremos de la visual.

Diagrama de la prueba desarrollada por Wallace para demostrar la curvatura de la Tierra:
[1] Observación esperable si la Tierra es esférica (resultado obtenido)
[2] Observación esperable si la Tierra fuese plana (resultado no obtenido)
(NOTA: Debido al tipo de visor utilizado por Wallace, en el experimento original las imágenes producidas por el telescopio aparecían invertidas. Aquí se han representado sin este efecto para facilitar su comprensión)

A pesar de que Hampden inicialmente se negó a aceptar la demostración, el árbitro, John Henry Walsh, editor de la revista deportiva The Field, le otorgó la apuesta a Wallace. Posteriormente, Hampden publicó un panfleto en el que afirmaba que Wallace había hecho trampa y presentó una demanda reclamando su dinero. Siguieron varios casos judiciales prolongados, con el resultado de que Hampden fue encarcelado por amenazar con matar a Wallace. y por difamación. El mismo tribunal dictaminó que la apuesta no era válida alegando que Hampden se había retractado, y exigió que Wallace le devolviera el dinero a Hampden. Wallace, que desconocía los experimentos anteriores de Rowbotham, fue criticado por sus compañeros por "su participación 'imprudente' en una apuesta para 'decidir' los hechos científicos más fundamentales y establecidos".
En 1901, Henry Yule Oldham, lector de geografía en el King's College de Cambridge, reprodujo los resultados de Wallace utilizando tres postes fijados a la misma altura sobre el nivel del agua. Cuando los observó a través de un teodolito, encontró que el poste central aparecía casi 3 pies (0,9 m) más alto que los postes situados en los extremos. Esta versión del experimento se enseñó en las escuelas de Inglaterra hasta que las fotografías de la Tierra desde el espacio estuvieron disponibles y permanece en el plan de estudios del Certificado de Educación Secundaria de la India para 2023.

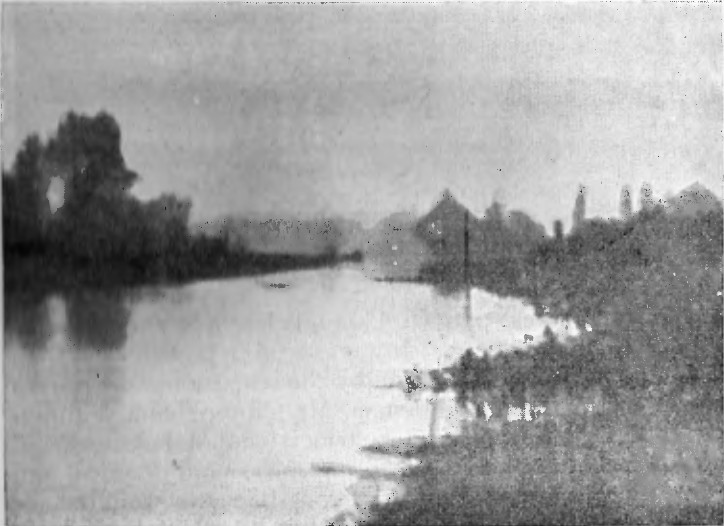
Imagen de la nivelación de Bedford: "Realizada en un clima brumoso y muy insatisfactorio, el 11 de mayo de 1904, ante Lady Blount y varios caballeros científicos".

Sin embargo, los defensores de una Tierra plana, no se desanimaron: el 11 de mayo de 1904, Lady Elizabeth Anne Blount, quien llegaría a ser influyente en la formación de la Sociedad de la Tierra Plana, contrató a un fotógrafo comercial para que usara una cámara con teleobjetivo para tomar una imagen de Welney de una gran sábana blanca que ella había colocado, con el borde inferior cerca de la superficie del río, en la posición original de Rowbotham a 6 millas (9,7 km) de distancia. El fotógrafo, Edgar Clifton del estudio de Dallmeyer, montó su cámara a 2 pies (0,6 m) sobre el agua en Welney y se sorprendió al poder obtener una imagen del objetivo, que creía que debería haber sido invisible para él, dado el bajo punto de montaje de la cámara. Lady Blount publicó las imágenes por todas partes.
Estas controversias se convirtieron en una característica habitual de la revista English Mechanic en 1904–05, que publicó la foto de Blount e informó sobre dos experimentos en 1905 que mostraron resultados opuestos. Uno de ellos, realizado por Clement Stratton en el canal de Ashby, mostró un buzamiento solo en la visual situada por encima de la superficie del canal.

## Refracción

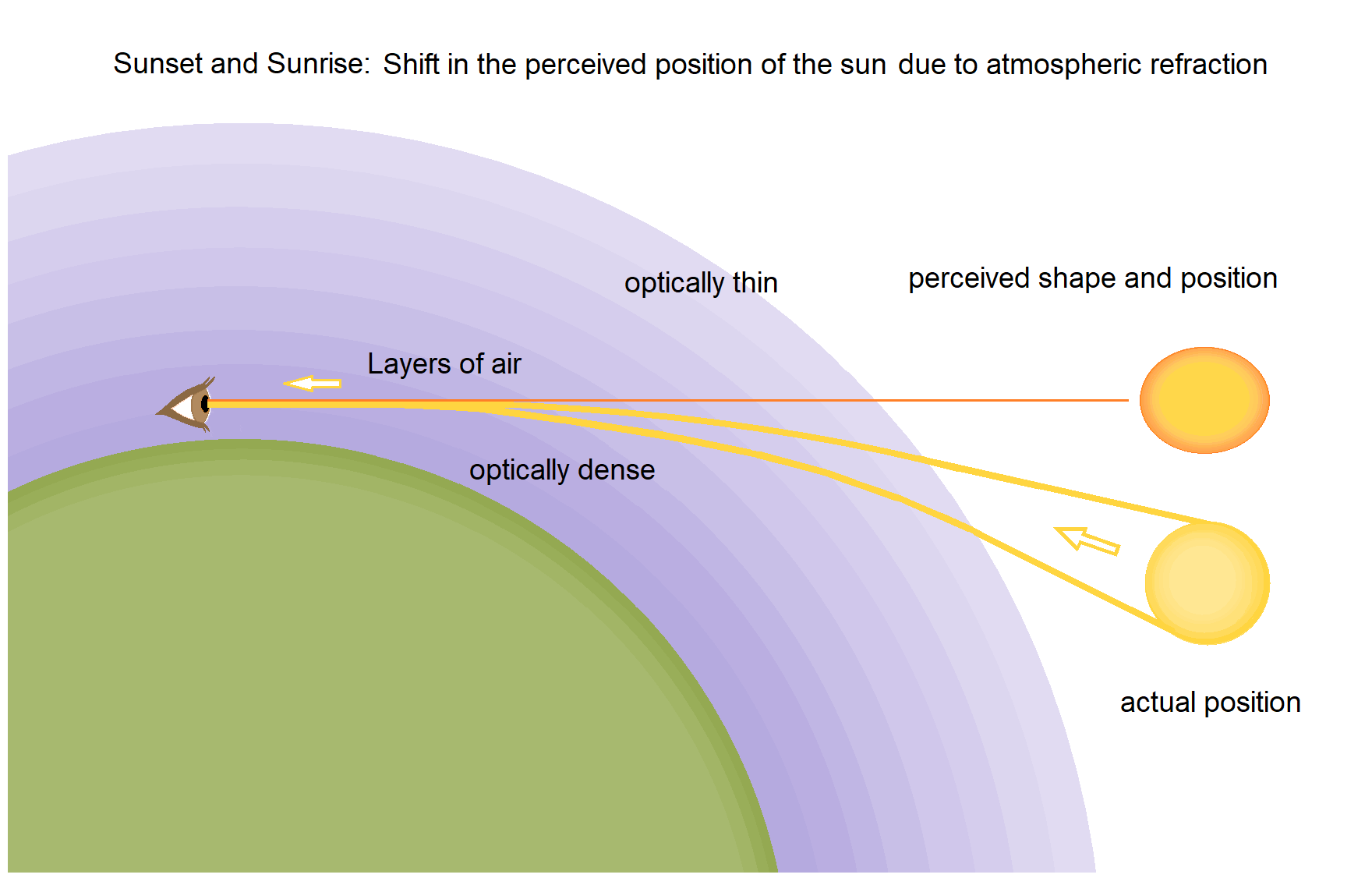
La refracción atmosférica puede hacer que sea visible un objeto situado debajo del horizonte.

La refracción atmosférica puede producir los resultados señalados por Rowbotham y Blount. Debido a que la densidad del aire en la atmósfera terrestre disminuye con la altura sobre la superficie terrestre, todos los rayos de luz que viajan casi horizontalmente se doblan hacia abajo, de modo que la línea de visión es una curva. Este fenómeno se tiene en cuenta habitualmente en la nivelación y la navegación celeste.
Si la medición está lo suficientemente cerca de la superficie, esta curva descendente puede coincidir con la curvatura media de la superficie de la Tierra. En este caso, los dos efectos de la supuesta curvatura y refracción podrían cancelarse entre sí, y la Tierra parecería plana en los experimentos ópticos.
Esto se habría visto favorecido, en cada ocasión, por una inversión de temperatura en la atmósfera aumentando la temperatura con la altitud sobre el canal, similar al fenómeno del espejismo de la imagen superior. Las inversiones de temperatura como esta son comunes. Un aumento en la temperatura del aire o tasa de caída de 0.11 grados Celsius por metro de altitud crearía la ilusión de un canal plano, y todas las mediciones ópticas realizadas cerca del nivel del suelo serían consistentes con una superficie completamente plana. Si la tasa de caída fuera mayor que esto (la temperatura aumenta con la altura a una tasa mayor), todas las observaciones ópticas serían consistentes con una superficie cóncava, una "Tierra en forma de cuenco". En condiciones promedio, las mediciones ópticas son consistentes con una Tierra esférica aproximadamente un 15% menos curva que en la realidad. La repetición de las condiciones atmosféricas requeridas para cada una de las muchas observaciones no es improbable, y los días cálidos sobre aguas tranquilas pueden producir condiciones favorables.

## Experimentos similares realizados en otros lugares
El 25 de julio de 1896, Ulysses Grant Morrow, editor de un periódico, realizó un experimento similar en el Old Illinois Drainage Canal, Summit, Illinois. A diferencia de Rowbotham, estaba tratando de demostrar que la superficie de la Tierra era curva: cuando también descubrió que su marcador objetivo, 18 pulgadas (45,7 cm) sobre el nivel del agua y 5 millas (8 km) de distancia, era claramente visible, concluyó que la superficie de la Tierra tenía una curva cóncava, en línea con las expectativas de sus patrocinadores, la sociedad Koreshan Unity. Los críticos descartaron los hallazgos como resultado de la refracción atmosférica.